# 쉬치원
쉬치원(중국어 간체자: 徐麒雯, 병음: Xú Qíwén, 한자음: 서기문, 1983년 7월 29일 ~ )은 중국의 배우이다.